# Mary Greenleaf Clement Leavitt

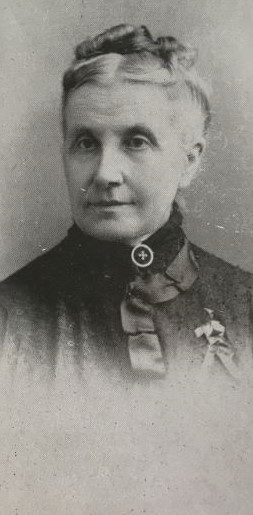
Mary Greenleaf Clement Leavitt
1885 in Neuseeland

Mary Greenleaf Clement Leavitt, geb. Clement (* 22. September 1830 in Hopkinton, New Hampshire, Vereinigte Staaten; † 5. Februar 1912 in Boston, Massachusetts) war eine US-amerikanische Pädagogin, Suffragette, Frauenrechtlerin und Aktivistin der Woman's Christian Temperance Union (WCTU).

## Frühes Leben
Mary Greenleaf Clement wurde am 22. September 1830 als Tochter der Eheleute Eliza Harvey und dem Reverent Joshua Clement in Hopkinton im Bundesstaat New Hampshire geboren. Die Familie gehörte den Baptisten an. Sie besuchte die Bezirksschulen, die Thetford Academy in Vermont und die State Normal School in West Newton, die sie im Jahr 1851 als Valediktorianerin (Abschiedsrednerin bei einer Entlassungsfeier) abschloss.

## Arbeit als Pädagogin
Sie unterrichtete als Lehrerin verstreut an Bezirksschulen in Vermont, New Hampshire und Massachusetts, trat 1852 in das Bostoner Schulwesen ein und unterrichtete zwei Jahre lang an der Quincy Grammar School. Von 1854 bis 1857 war sie Schulleiterin an der Boviston Grammar School in Boston. Von 1867 bis 1881 leitete sie ihre eigene Privatschule in Boston.

## Privates
Am 3. Juni 1857 heiratete Mary Greenleaf Clement in Thetford, Vermont Thomas H. Leavitt, nahm seinen Namen an und behielt aber gleichzeitig ihren Geburtsnamen, sodass sie sich ab diesem Zeitpunkt Mary Greenleaf Clement Leavitt nannte. Sie bekamen drei Töchter, bevor 1867 Thomas H. Leavitt starb.

## Politisches und gesellschaftliches Engagement
Clement Leavitt interessierte sich früh für den Women's Crusade (Kreuzzug der Frauen), eine Abstinenzkampagne, die in den Jahren 1873 bis 1874 stattfand und sich in einer Reihe von gewaltlosen Protesten gegen die Gefahren des Alkohols wandte. Sie half mit, die Bostoner Sektion der Woman's Christian Temperance Union zu gründen, zu deren Präsidentin sie später gewählt wurde. Sie wurde auch Mitglied des Exekutivkomitees der nationalen Organisation des WCTU und übernahm Vorträge und wurde Teil von deren Organisation.
Als Frances Willard (1839–1898) im Jahr 1879 zur Präsidentin der WCTU gewählt wurde, forcierte sie die Bildung einer weltweiten WCTU-Organisation. Zu diesem Zweck erklärte sich 1883 Clement Leavitt bereit, die Aufgabe als Sekretärin und Pionierin der WCTU zu übernehmen. Sie bereiste in den acht Jahren bis 1891 zahlreiche Länder, in denen sie 86 Frauenorganisationen als Zweig der WCTU gründete, 24 Männerorganisationen vor allem in Japan, Indien und Madagaskar mit ins Leben rief und 23 Zweige der White Cross Army. Sie sprach auf ihren Reisen auf mehr als 1600 Versammlungen und hatte in den verschiedenen Ländern insgesamt 251 Dolmetscher für 47 Sprachen zur Verfügung. Sie traf dabei auf Anhänger von Buddha und Brahma, Mohammed, Zarathustra, des Judentums, der griechischen, römischen, koptischen, armenischen Kirchen, besuchte Menschen in Siam, Burma und im äußersten Orient und referierte bei allen über die Themen Mäßigung, Reinheit, Moral und auch Christentum. Als sie 1891 wieder in die Vereinigten Staaten zurückkehrte, wurde sie mit der Auszeichnung des Honorary Life President der WCTU geehrt. Auf einer weiteren Missionsreise besuchte sie noch Mexiko and Zentral- und Südamerika.
Clement Leavitt schrieb Pamphlete, wie zum Beispiel: „The Liquor Traffic in Western Africa“, und Kurzgeschichten sowie Verse für verschiedene Publikationen jener Tage. Sie erstellte Broschüren über Mäßigung und christliche Themen, die in 47 Sprachen übersetzt wurden.
Im Alter zog Mary Greenleaf Leavitt sich in ihr Haus in der Huntington Road in Boston zurück und verstarb dort am 5. Februar 1912.